# 多依雌酸
多依雌酸（商品名有Fenocyclin、Surestrine、Surestryl等，开发名RS-2874），分子式C19H22O3，是一种道益酸类非甾体雌激素，已不再上市销售，可看做双脱氢道益酸（BDDA）的甲基醚。